# Edosa purella
Edosa purella är en fjärilsart som beskrevs av Walker 1863. Edosa purella ingår i släktet Edosa och familjen äkta malar. Inga underarter finns listade i Catalogue of Life.